# Casimiro Leco
Casimiro Leco är en ort i Mexiko.   Den ligger i kommunen Cherán och delstaten Michoacán de Ocampo, i den centrala delen av landet, 300 km väster om huvudstaden Mexico City. Casimiro Leco ligger 2 459 meter över havet och antalet invånare är 512.
Terrängen runt Casimiro Leco är kuperad. Runt Casimiro Leco är det ganska tätbefolkat, med 75 invånare per kvadratkilometer. Närmaste större samhälle är Zacapú, 19,4 km öster om Casimiro Leco. I omgivningarna runt Casimiro Leco växer i huvudsak blandskog.